# Голенка
Голёнка (укр. Голінка) — село, расположенное на территории Бахмачского района Черниговской области (Украина) на берегу реки Яцунка (Голубовка) (притока Ромна).

## Характеристика
В селе расположено две церкви: Св. Архангела Михаила (деревянная, 1649 г.) и Спасо-Преображенская. Первая была уничтожена в 1920-е гг., а вторая сгорела в 1984 г. Сейчас здание медпункта реорганизовано в церковь, установлен одноярусный иконостас и куполов. Церковь относится к УПЦ МП.
Священнослужители церквей:
- Преображенская церковь
  - 1898 - священник Константин Доброгаев
  - 1911-1912 - священник Михаил Шендерей
  - 1911-1912 - исп. долж. псаломщика Григорий Сороколат
  - 1915 - священник Федор Красновский

- Михайловская церковь
  - 1798-1804 - протоиерей Александр Васильевич Боровский
  - 1798 - священник Михаил Семенович Боровский
  - 1798 - дьячок Афанасий Васильевич Боровский
  - 1798 - пономарь Максим Афанасьевич Боровский
  - 1888-1892 - священник Иван Барадухин
  - 1898 - священник Иван Нагорский
  - 1911-1912 - священник Константин Доброгаев
  - 1912-1915 - священник Михаил Шендерей
  - 1911-1912 - исп. долж. псаломщика Иван Назаренко

В селе расположена ООШ, магазин, клуб, амбулатория. Дороги села покрыты асфальтовым полотном. Работает коллективное хозяйство во главе с фермером-арендатором из Германии. Основная часть земель арендована СТОВ «Агродом».

## Памятники архитектуры
- Кирпичный фундамент Спасо-Преображенского храма
- Амбулатория, реорганизованная в церковь
- Памятник погибшим коммунистам 1918 г.
- Старинные казацкие кладбища
- Памятник солдатам эпохи И. В. Сталина
- Традиционный голенский дом (хата) Максима Носенко с мурованной печью
- Здание старой школы (в аварийном состоянии, из 4-х зданий школы сохранилось одно)
- Также до 1990-х был установлен танк ИС, стоял между зданиями бывшего правления колхоза «Украина».

### С Голенкой связаны
- Отец короля Речи Посполитой Ярема Вишневецкий[2]
- Гетман Левобережной Украины Иван Самойлович
- Гетман Украины Иван Мазепа
- Гетман Иван Скоропадский и его потомки
- Гетман Кирилл Разумовский
- Александр Меншиков

### В Голенке родились
- Матвеенко, Пётр Иосифович (1892—1967) — советский военачальник, генерал-майор, полный Георгиевский кавалер.
- Семён Кошевой — известный кобзарь, учитель Остапа Вересая.
- Пётр Носенко, 1911—1993 гг. — журналист, редактор районных газет «Прапор Жовтня» (Ромны, 1936-41 гг.), «Ленінським шляхом» (пгт Дубовязовка, 1946—1949)
- Михаил Потебенько (1937) — народный депутат, Генеральный прокурор Украины (1998—2001 гг.);
- Петро Потебенько (1935) — проректор с финансово-хозяйственной роботы Национальной академии прокуратуры Украины;
- Михаил Лазоренко — исследователь пищевых технологий, преподаватель в Национальном пищевом университете
- Володимир Науменко — главный редактор журнала «Березіль» Национального общества писателей Украины.